# Neville S. Pledge
Neville Stewart Pledge (* 7. November 1939) ist ein australischer Wirbeltier-Paläontologe sowie emeritierter Kurator der Abteilung für Paläontologie des South Australian Museum (SAM) in Adelaide.

## Leben
Pledge erwarb zunächst seinen Bachelor-Abschluss mit Auszeichnung an der University of Adelaide. 1969 graduierte er mit der Arbeit Paleoenvironments and paleoecology of part of the lower Bridger Formation, south of Opal, Wyoming zum Master of Science an der University of Wyoming. 
Pledge arbeitete für viele Jahre in verschiedenen Fossillagerstätten am Lake Frome und am Lake Eyre in Central South Australia sowie in Fossillagerstätten des Pliozäns und des Pleistozäns in South Australia.
Neben der Gestaltung von Ausstellungen befasste sich Pledge zunächst mit den Wirbeltierfossilien aus dem Pleistozän in den Naracoorte-Höhlen in South Australia. Anschließend begann er eine lebenslange Studie über die tertiären Wirbeltierfossilien des Lake Eyre Basin. Er hat mehr als 50 peer-reviewed Arbeiten sowie zahlreiche populärwissenschaftliche Artikel veröffentlicht. Auf sein Konto als Erstbeschreiber oder Co-Erstbeschreiber gehen über 30 neue Arten aus diversen Tiergruppen, darunter Haie, Dinosaurier, Vögel, Wale und Beuteltiere.

## Dedikationsnamen
Nach Pledge sind die Schwamm-Art Gordonicyathus pledgei Gravestock 1984 aus der Gruppe der Archaeocyathiden, die Flamingoart Palaelodus pledgei Baird & Rich, 1998 sowie der Beutelsäuger Chunia pledgei Crichton, Worthy, Camens & Prideaux, 2023 benannt.

## Erstbeschreibungen von Neville S. Pledge
- Thylacoleo hilli Pledge, 1977
- Kakuru Molnar & Pledge, 1980
- Heterodontus cainozoicus Pledge, 1985
- Ektopodon stirtoni Pledge, 1986
- Burramys wakefieldi Pledge, 1987
- Kuterintja ngama Pledge, 1987
- Madakoala Woodburne, Tedford, Archer & Pledge, 1987
- Miralina Woodburne, Pledge & Archer, 1987
- Muramura williamsi Pledge, 1987
- Phascolarctos maris Pledge, 1987
- Pildra magnus Pledge, 1987
- Peronella lesueuri augusta Pledge & Sadler, 1990
- Archaeosimos cegsai Pledge, 1992
- Cundokoala Pledge, 1992
- Nimbadon Hand, Archer, Godthelp, Rich & Pledge, 1993
- Ektopodon litolophus Pledge, Archer, Hand & Godthelp, 1999
- Proegernia Martin, Hutchinson, Meredith, Case & Pledge, 2004
- Namilamadeta albivenator Pledge, 2005
- Willungacetus Pledge, 2005
- Ngamaroo archeri Kear & Pledge, 2007
- Litokoala dicktedfordi Pledge, 2010
- Litokoala thurmerae Pledge, 2010
- Ektopodon tommosi Pledge, 2016
- Kalthifrons aurivellensis Yates & Pledge, 2016
- Miminipossum notioplanetes Archer, Binfield, Hand, Black, Creaser, Myers, Gillespie, Arena, Scanlon, Pledge & Thurmer, 2018